# Ashnak
Ashnak är en ort i Armenien.   Den ligger i provinsen Aragatsotn, i den västra delen av landet, 50 kilometer väster om huvudstaden Jerevan. Ashnak ligger 1 428 meter över havet och antalet invånare är 1 131.
Terrängen runt Ashnak är kuperad. Närmaste större samhälle är Talin, 7,2 kilometer nordväst om Ashnak.
Trakten runt Ashnak består i huvudsak av gräsmarker. Runt Ashnak är det ganska tätbefolkat, med 75 invånare per kvadratkilometer.